# Duiktoerisme
Duiktoerisme is een vorm van toerisme waarbij het duiken centraal staat.
Er zijn vele duikgebieden waar speciale duikreizen naartoe gaan. Dit gebeurt zowel particulier als via duikverenigingen. Ook gebeurt dit gecombineerd met een strandvakantie.
Onderwaterfotografie speelt hier vaak ook een belangrijke rol.